# Пролет (вестник)
„Пролет“ (Karoun) е обществен, литературен и научен седмичен вестник на арменски език, издание на арменското младежко дружество „Самообразование“ във Варна.
Излиза в периода 1 април – 10 юли 1919 г. Редактор е Д. Мардиросян, а отговорен редактор – Б. К. Астарджиян. Отпечатва се в печатницата на X. Лабосян.